# Mammea decaryana
Mammea decaryana là một loài thực vật có hoa trong họ Calophyllaceae. Loài này được (H. Perrier) J.-F. Leroy mô tả khoa học đầu tiên năm 1977.